# Pinus engelmannii
Pinus engelmannii es una especie de pino nativo de México.

## Descripción

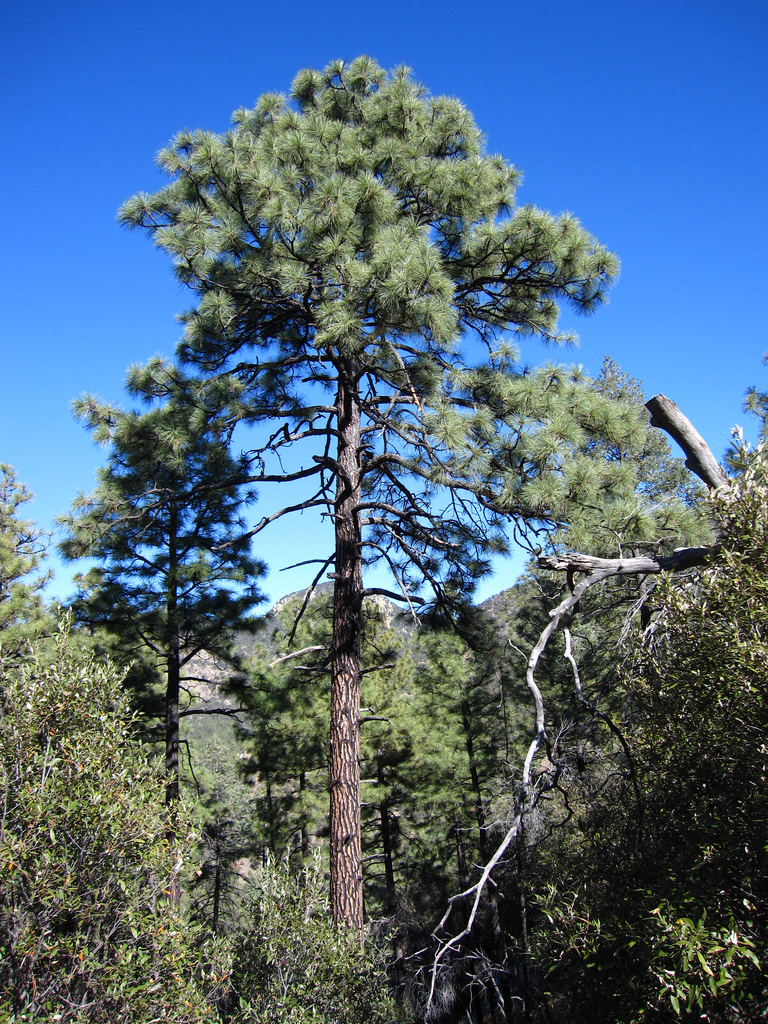
Vista del árbol

Es una especie arbórea de hasta 35 m de altura y 10 dm de DAP; copa redondeada, árboles jóvenes con ramas ascendentes y copa abierta en forma cónica. Ramas largas gruesas, las superiores ascendentes, las inferiores descendentes y sigmoideas, con frecuencia muy colgadas en árboles viejos; últimas ramillas gruesas de 2 a 3 cm de diámetro muy rugosas. Corteza de los árboles maduros de color café rojizo a oscuro, rugosa, escamosa, dividida en placas largas y angostas; en los árboles jóvenes la corteza es gris, rugosa, escamosa y surcada pero no dividida en placas. Madera suave, de color amarillo pálido de muy buena calidad.
Hojas en fascículos de 3 a 5, con frecuencia predominando uno y otro número, agrupadas en los extremos de las ramillas, de 20 a 43 cm × 1,4 a 2 mm y alrededor de 1 mm de grosor, de color verde pálido o verde amarillento, ásperas, rígidas y erectas o curveado- colgantes, con márgenes aserrados, estomas de 11 a 18 hileras en la cara dorsal, de 5 a 9 hileras en cara ventral, canales resiníferos de 4 a 13 generalmente 5 a 8; paredes exteriores de endodermo ligeramente engrosadas, haces fibrovasculares dos, muy próximos pero claramente diferenciados. Vainas escamosas, de color café castaño, al madurar volviéndose café oscuro o casi negras, a veces pegajosas de 2 a 3 cm de largo, hasta 4 cm cuando inmaduras, persistentes. Conillos largamente ovoides, de color púrpura, en grupos de 2 a 5 sobre pedúnculos firmes, escamas gruesas y con una diminuta espina erecta.
Conos asimétricos, ovoides a anchamente ovoides de 10 a 16 cm × 6 a 12 cm, ligeramente curveados, café amarillentos, duros, pesados en grupos de 2 a 5 sobre pedúnculos fuertes de 5 a 10 mm × hasta 2 cm, que se ocultan bajo las escamas basales y que permanecen pegados a la rama cuando el cono cae; los conos maduran durante el otoño y permanecen cerrados por algún tiempo; ya abiertos permanecen pegados a las ramillas menos de un año.
Escamas duras, fuertes, redondeadas o agudas en el ápice, con apófisis abultada piramidal, usualmente muy protuberante y refleja, transversalmente aquillada; umbo dorsal gris, prominente, con espina aguda, recta o curveada, persistente o caduca. Semillas de color café oscuro. De 5 a 8 mm de largo, con ala articulada, lanceolada, de 2 a 4 cm de largo y de 7 a 9 mm de ancho.

## Requerimientos ambientales

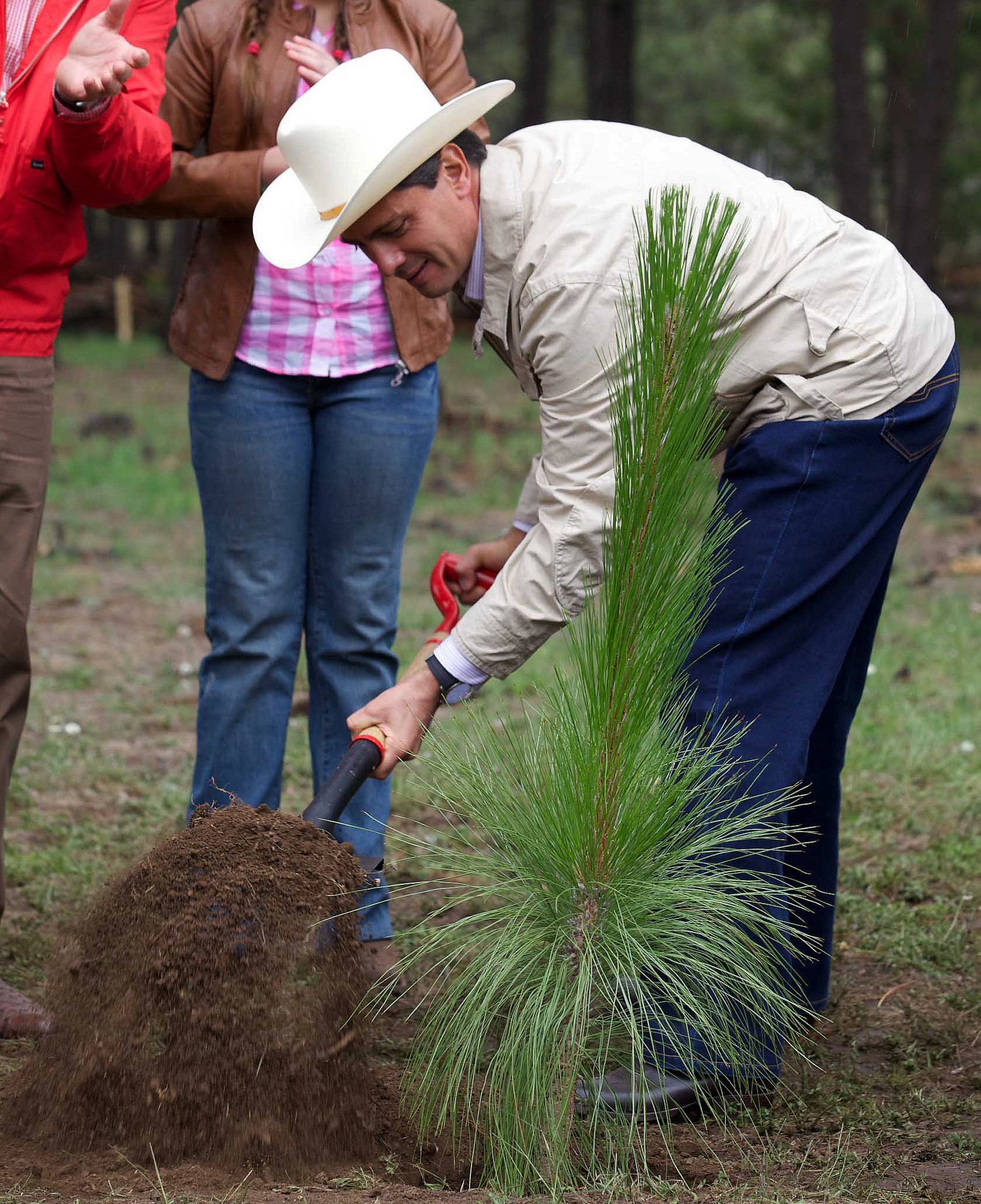
El presidente de México, Enrique Peña Nieto planta un pino apache en Balleza, Chihuahua para conmemorar el Día del Árbol 2013.

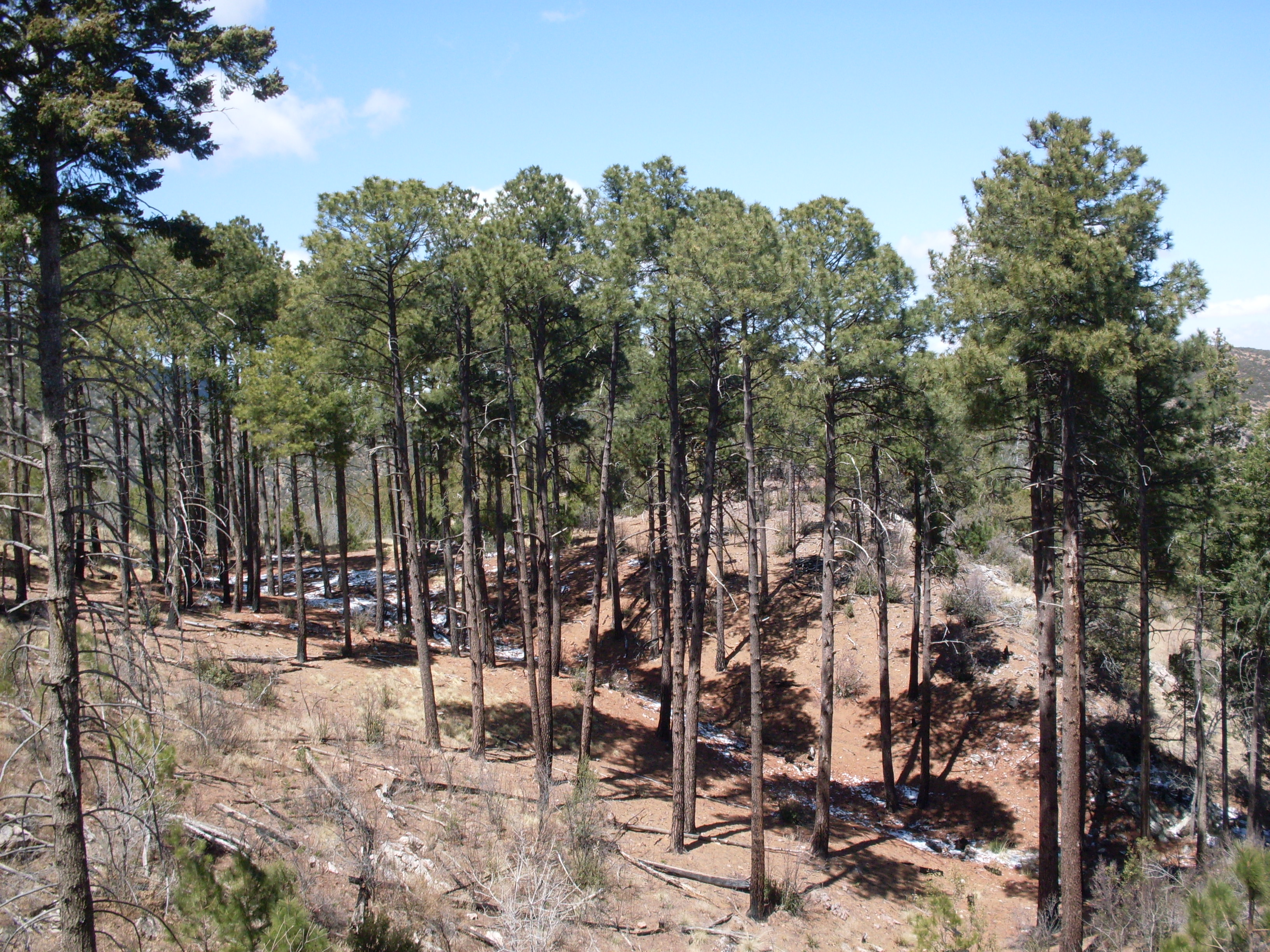
En su hábitat

Altitud de 1250 a 2500; prefiere 1500 m s. n. m. Suelo, probablemente Leptosoles; características físicas, profundidad: desde suelos delgados hasta profundos; textura: areno arcillosa, migajón limosa, arcillosa; Pedregosidad: pedregosos; Estructura: drenaje: bien drenados; con humedad aparente; características químicas: pH: moderadamente ácidos, 5 a 6,8; otras: suele encontrarse en terrenos pobres, pedregosos y con afloramiento rocoso continuo; temperatura 11 a 18 °C; la precipitación media varía de 500 a 1400 mm, prefiere 600 a 900 mm; el clima dominante es templado subhúmedo con lluvias en verano, adaptándose también al templado seco (1, 8). Es resistente a las heladas, en su hábitat todos los años se presentan nevadas y 2 a 3 días del año están nublados.

## Usos
A partir de esta especie se puede obtener madera para muebles y construcción, molduras, pisos (parquete), palo de escoba y triplay (1), pulpa para papel, madera aserrada, postes y para la ebanistería.

## Distribución
P. engelmannii es nativo de México (Chihuahua, Coahuila, Durango, Nuevo León, Sinaloa, Sonora, Zacatecas), y el sur de Estados Unidos (Arizona, Nuevo México).
- Asociación vegetal
- Bosque de Quercus y bosque de coníferas.
- Coordenadas geográficas: de 21° 50′ a 31° 15′ latitud norte, y 103° 45′ a 110° 35′ Longitud oeste.

## Taxonomía
Pinus engelmannii fue descrita por Élie-Abel Carrière  y publicado en Revue Horticole 3: 227. 1854.
Etimología
Pinus: nombre genérico dado en latín al pino.
engelmannii: epíteto otorgadoen honor del botánico alemán George Engelmann.
Sinonimia
- Pinus apacheca Lemmon
- Pinus engelmannii var. blancoi (Martínez) Martínez
- Pinus latifolia Sarg.
- Pinus macrophylla Engelm.
- Pinus macrophylla var. blancoi Martínez
- Pinus mayriana Sudw.
- Pinus mayriana var. apacheca (Lemmon) Lemmon
- Pinus ponderosa var. macrophylla Shaw
- Pinus ponderosa var. mayriana Sarg.[4][5]